# Alex Christensen
Alex Christensen (n. 7 aprilie 1967), cunoscut mai mult după numele de scenă Jasper Forks și Alex C., este un compozitor, producător și DJ german de muzică dance, cunoscut de asemenea și ca lider și membru fondator U96. Începând cu 2002 el colaborează cu Yasmin K., cunoscută și ca Y-ass, alături de care în 2007 a lansat hitul care i-a făcut cunoscuți în lume "Du hast den schönsten Arsch der Welt", lansat și în versiunea engleză "You have the sweetest ass in the world".
În 2009 Christensen a representat Germania la Concursul Muzical Eurovision 2009, la Moscova, împreună cu Oscar Loya, interpretând piesa "Miss Kiss Kiss Bang", și clasându-se în finală pe locul 20.

## Discografie

### Albume de studio
| Euphorie (feat Y-ass)                   | - Release date: 8 February 2008 - Label: Polydor - Formats: CD | 20 | 19 |
| "—" denotes releases that did not chart |                                                                |    |    |

### Single-uri ca Alex C.
| 2002                                    | "Rhythm of the Night"                  | —   | —   | 28  | —   | —   | Singles only |
| 2002                                    | "Amigos Forever"                       | —   | —   | 35  | —   | —   | Singles only |
| 2003                                    | "Angel of Darkness"                    | —   | —   | 21  | —   | —   | Singles only |
| 2007                                    | "Du hast den schönsten Arsch der Welt" | 1   | 27  | 1   | 38  | 57  | Euphorie     |
| 2007                                    | "Doktorspiele"                         | —   | —   | 4   | —   | —   | Euphorie     |
| 2008                                    | "Du bist so Porno"                     | —   | —   | 21  | —   | —   | Euphorie     |
| 2008                                    | "Liebe zu dritt"                       | —   | —   | 29  | —   | —   | Tabu         |
| 2009                                    | "Dancing is Like Heaven"               | —   | —   | 51  | —   | —   | Tabu         |
| 2012                                    | "Love in the morning (My Sex OS)"      | N/A | N/A | N/A | N/A | N/A |              |
| "—" denotes releases that did not chart |                                        |     |     |     |     |     |              |

### Single-uri ca Alex Swings Oscar Sings!
| 2009                                    | "Miss Kiss Kiss Bang" | 20 | 85 | Heart 4 Sale |
| "—" denotes releases that did not chart |                       |    |    |              |